# Kalkbollenzweefvlieg
De kalkbollenzweefvlieg (Eumerus tricolor) is een vliegensoort uit de familie van de zweefvliegen (Syrphidae). De wetenschappelijke naam van de soort is voor het eerst geldig gepubliceerd in 1798 door Fabricius.